# Microclysia paulseni
Microclysia paulseni là một loài bướm đêm trong họ Geometridae.